# Дрисвяти
Дрисвя́ти (біл. Дрысьвяты; лит. Drūkšiai, Друкшай) — озеро на кордоні Зарасайського району Утенського повіту Литви та Браславського району Вітебської області Білорусі, за 2 км на південь від кордону із Латвією, і на північно-східній околиці Балтійської гряди. Це одне з найзначніших в Ричано-Дрисвятській групі озер. Найбільше озеро на території Литви. До закриття Ігналінської АЕС було джерелом води для станції.

## Опис
Площа озера становить 44,79 км² (близько 34 км² належить Литві, близько 10 км² — Білорусі). Під час руху льодовиків утворилися дві перпендикулярні западини витягнутої форми, що простягнулися з півночі на південь і з заходу на схід. Максимальна глибини першої поглиблення 29 м, другого — 33,3 м. Найбільші глибини розташовані в центрі озера. Найбільш дрібна — південний край озера, де глибини не перевищують 3-7 м. Прозорість води досягає 4 м. Береги переважно піщані.
Озеро живиться за рахунок малих річок, які впадають у нього. З Дрисвяти витікає річка Прорва, яка через озеро Обол і річку Дрисвята з'єднує озеро Дрисвяти з річкою Дісна (притока Західної Двіни).